# Jungle Trailblazer (Oriental Heritage, Xiamen)
Jungle Trailblazer (chinesisch 丛林飞龙) ist eine Holzachterbahn des Herstellers Martin & Vleminckx im Oriental Heritage bei Xiamen in China, die am 16. April 2017 eröffnet wurde.
Die 990 m lange Strecke erreicht eine Höhe von 32,8 m.

## Züge
Jungle Trailblazer besitzt zwei Züge vom Hersteller Gravitykraft Corporation mit jeweils zwölf Wagen. In jedem Wagen können zwei Personen (eine Reihe) Platz nehmen.